# Solarna masa
Solarna masa (M☉) je standardna jedinica mase u astronomiji, približno 2×1030 kg. Često se koristi za opisivanje masa drugih zvijezda, kao i zvjezdanih nakupina, maglica, galaksija i crnih rupa. Identična je masi Sunca.
M☉ = (1.98847±0.00007)×1030 kg (oko 2 kvintilijuna kg)
Solarna masa je otprilike 333 000 puta veća od Zemljine mase (M🜨), i oko 1047 puta veća od mase Jupitera. 

## Slične jedinice
Jedna solarna masa, M, može se pretvoriti u povezane jedinice:
- 27 068 510 ML (Masa Mjeseca)
- 332946 M⊕ (Zemljina masa)
- 1047.35 MJ (Jupiterova masa)
- 1 988.55 Jotatona

Solarna masa često je također korisna u općoj teoriji relativnosti za izražavanje masa u jedinicama vremena.